# Karchaghbyur
Karchaghbyur ou Karjaghbyur (en arménien Կարճաղբյուր) est une communauté rurale du marz de Gegharkunik, en Arménie. Elle compte 2 389 habitants en 2008.